# Fundación Albacete Femenino
El Fundación Albacete Balompié es un club de fútbol femenino español de la ciudad española de Albacete, en la comunidad autónoma de Castilla-La Mancha, perteneciente al Albacete Balompié, que actualmente milita en Primera Federación. 
El club ha disputado un total de cinco temporadas en Primera División, la máxima competición de fútbol femenino de España.

## Fundación Albacete Balompié
En 1997 se creó la Fundación Albacete Balompié con el objetivo de promocionar la juventud a través del deporte, la educación y la cultura mediante donaciones de empresas, instituciones, individuos y las aportaciones del Albacete Balompié como socio fundador, encontrándose al frente de la fundación el presidente del consejo de administración del club.
La fundación coordina algunas de las categorías inferiores del Albacete Balompié y otras secciones (como la femenina) que dan cabida a cerca de 400 jóvenes. Además, cuenta con programas de intercambio de jugadores a nivel nacional e internacional, organiza torneos, cursos de formación, y dispone de un centro médico deportivo que colabora en la realización de programas de investigación relacionados con la medicina deportiva.
La entidad sin ánimo de lucro mantiene acuerdos de colaboración con equipos y escuelas deportivas que dan cobertura a cerca de 2200 jóvenes de Castilla-La Mancha.

### Plantilla 2023-24

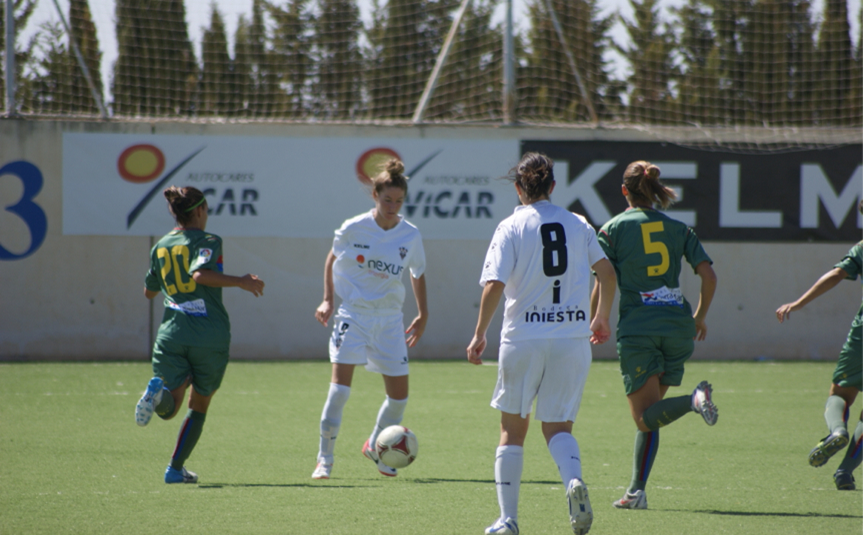
El Fundación Albacete en un encuentro contra el Levante celebrado en la Ciudad Deportiva.

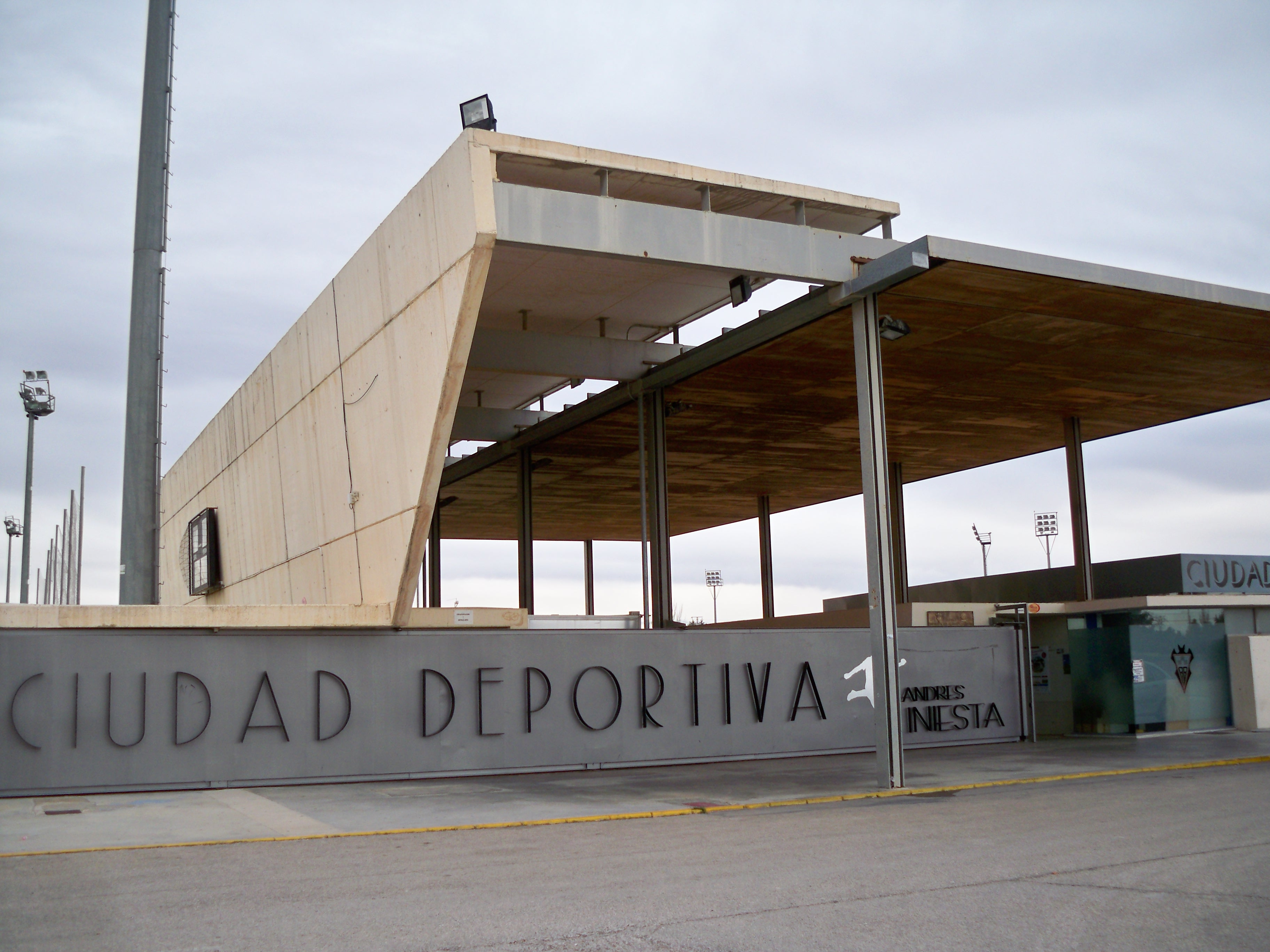
El Fundación Albacete disputa sus encuentros como local en la Ciudad Deportiva Andrés Iniesta, situada al sur de la ciudad de Albacete.

## Uniforme
- Local Camiseta blanca, pantalón blanco y medias blancas.
- Alternativo Camiseta negro, pantalón negro y medias negras.

## Filial
El filial del Fundación Albacete es el Fundación Albacete "B", que milita en el Grupo IV de la Tercera Federación, cuarta categoría del fútbol femenino español.

## Estadio
La Ciudad Deportiva Andrés Iniesta abrió sus puertas en marzo de 1998, y en abril de 2005 se procedió a la inauguración de las reformas del complejo que se acometieron, todas ellas de carácter menor. Se trata de un complejo polideportivo situado a 1,6 kilómetros del Estadio Carlos Belmonte, cercano al Aeropuerto de Albacete y a la Base Aérea de Los Llanos, que cuenta con una superficie de cerca de 75.000 metros cuadrados. Entre sus instalaciones deportivas cuenta con dos campos de fútbol 11 de césped natural (uno de ellos con graderío para 3000 espectadores donde disputa sus encuentros el Atlético Albacete o el Fundación Albacete), tres campos de fútbol 11 de césped artificial, una pista multijuegos, un pabellón polideportivo cubierto de césped artificial, un edificio administrativo y varias salas de fitness, un centro médico, una cafetería y una sala de prensa. En ocasiones también disputa encuentros en el Estadio Carlos Belmonte.

## Datos del club
- Temporadas en Primera División: 5
- Temporadas en Segunda División: 8
- Puntos en Primera División: 121
- Goles en Primera División: 195
- Mayor goleada conseguida en Primera División como local: Fundación Albacete 4–0 Santa Teresa (2017-2018)
- Mayor goleada conseguida en Primera División como visitante: Granadilla Tenerife 0–5 Fundación Albacete (2017-2018)
- Máxima goleadora de la historia del club en Primera División: Alba Redondo

## Temporadas
| Temporada | División | Posición | Copa de la Reina de Fútbol |
| --------- | -------- | -------- | -------------------------- |
| 2006-07   | 1ª Nac.  | 7º       |                            |
| 2007-08   | 1ª Nac.  | 4º       |                            |
| 2008-09   | 1ª Nac.  | 2º       |                            |
| 2009-10   | 1ª Nac.  | 1º       |                            |
| 2010-11   | 1ª Nac.  | 2º       |                            |
| 2011-12   | 2ª       | 1º       |                            |
| 2012-13   | 2ª       | 1º       |                            |
| 2013-14   | 2ª       | 1º       |                            |
| 2014-15   | 1ª       | 12º      |                            |
| 2015-16   | 1ª       | 13º      |                            |
| 2016-17   | 1ª       | 14º      |                            |
| 2017-18   | 1ª       | 13º      |                            |
| 2018-19   | 1ª       | 16º      | Octavos                    |
| 2019-20   | 2ª       | 3º       |                            |
| 2020-21   | 2ª       | 2º       |                            |
| 2021-22   | 2ª       | 6º       | Primera ronda              |
| 2022-23   | 1ª Fed.  | 10º      | Octavos de final           |
| 2023-24   | 1ª Fed.  | 8º       | Octavos de final           |

## Palmarés

### Competición nacional
- Campeonatos de Segunda División (4):
  - 2009-10
  - 2011-12[7]
  - 2012-13[7]
  - 2013-14

### Competición autonómica
- Trofeo de la Junta de Comunidades de Castilla-La Mancha (2):
  - 2009[8]
  - 2010[9]

### Otros torneos y reconocimientos
- Torneo Internacional COTIF sub-20: Tercer puesto en 2013.[10]

Además, en 2011 le fue concedida la Placa de Plata al mérito deportivo de Castilla-La Mancha por la Junta de Comunidades.